# Кубок Шотландії з футболу 1892—1893
Кубок Шотландії з футболу 1892–1893 — 20-й розіграш кубкового футбольного турніру у Шотландії. Титул вдесяте здобув Квінз Парк.

## Перший раунд
| Команда 1                     | Рахунок | Команда 2                     |
| ----------------------------- | ------- | ----------------------------- |
| 26 листопада 1892             |         |                               |
| Аберкорн (1)                  | 6:0     | Рентон (1)                    |
| Абердин (-)                   | 4:6     | Сент-Міррен (1)               |
| Ейрдріоніанс (-)              | 3:6     | Терд Ланарк (1)               |
| Альбіон Роверз (-)            | 1:2     | Кілмарнок (-)                 |
| Селтік (1)                    | 3:1     | Лінтхаус (-)                  |
| Клайд (1)                     | 4:1*    | Дамбартон (1)                 |
| Кавлерс (-)                   | 2:5*    | Квінз Парк (-)                |
| Данблейн (-)                  | 0:3     | Броксберн Шемрок (-)          |
| Фіфз КРВ (-)                  | 5:3     | Кеймелен (-)                  |
| Кінгз Парк (-)                | 6:2     | Монккестл (-)                 |
| Мотервелл (-)                 | 9:2*    | Кемпсі (-)                    |
| Нозерн (-)                    | 1:3     | Літ Атлетік (1)               |
| Рейнджерс (1)                 | 7:0     | Енбенк (-)                    |
| Роял Альберт (-)              | 6:1     | Камбусленг (-)                |
| Сент-Бернардс (-)             | 5:1     | Квін оф зе Сауз Вондерерс (-) |
| Стенхаузмур (-)               | 1:1     | Гарт оф Мідлотіан (1)         |
| 17 грудня 1892 (перегравання) |         |                               |
| Клайд (1)                     | 1:6     | Дамбартон (1)                 |
| Гарт оф Мідлотіан (1)         | 8:0     | Стенхаузмур (-)               |
| Мотервелл (-)                 | 6:4     | Кемпсі (-)                    |
| 21 січня 1893 (перегравання)  |         |                               |
| Квінз Парк (-)                | 4:1     | Кавлерс (-)                   |

* - результат скасовано, було призначено повторний матч.

## Другий раунд
| Команда 1                     | Рахунок | Команда 2             |
| ----------------------------- | ------- | --------------------- |
| 17 грудня 1892                |         |                       |
| Аберкорн (1)                  | 4:5     | Терд Ланарк (1)       |
| Броксберн Шемрок (-)          | 3:0     | Кінгз Парк (-)        |
| Селтік (1)                    | 7:0     | Фіфз КРВ (-)          |
| Літ Атлетік (1)               | 0:2     | Сент-Міррен (1)       |
| Роял Альберт (-)              | 1:1     | Сент-Бернардс (-)     |
| 24 грудня 1892                |         |                       |
| Мотервелл (-)                 | 2:4     | Гарт оф Мідлотіан (1) |
| 24 грудня 1892 (перегравання) |         |                       |
| Сент-Бернардс (-)             | 5:2     | Роял Альберт (-)      |
| 21 січня 1893                 |         |                       |
| Рейнджерс (1)                 | 1:0     | Дамбартон (1)         |
| 28 січня 1893                 |         |                       |
| Кілмарнок (-)                 | 0:8     | Квінз Парк (-)        |

## Чвертьфінали
| Команда 1                     | Рахунок | Команда 2             |
| ----------------------------- | ------- | --------------------- |
| 21 січня 1893                 |         |                       |
| Броксберн Шемрок (-)          | 4:3     | Сент-Міррен (1)       |
| Селтік (1)                    | 5:1     | Терд Ланарк (1)       |
| 28 січня 1893                 |         |                       |
| Сент-Бернардс (-)             | 3:2     | Рейнджерс (1)         |
| 4 лютого 1893                 |         |                       |
| Гарт оф Мідлотіан (1)         | 1:1     | Квінз Парк (-)        |
| 11 лютого 1893 (перегравання) |         |                       |
| Квінз Парк (-)                | 5:2     | Гарт оф Мідлотіан (1) |

## Півфінали
| Команда 1      | Рахунок | Команда 2            |
| -------------- | ------- | -------------------- |
| 4 лютого 1893  |         |                      |
| Селтік (1)     | 5:0     | Сент-Бернардс (-)    |
| 18 лютого 1893 |         |                      |
| Квінз Парк (-) | 4:2     | Броксберн Шемрок (-) |

## Фінал
Результат першого матчу був скасований через незадовільні умови футбольного поля.
| 25 лютого 1893 15:00 (CET) |

| Квінз Парк | 0:1      | Селтік (1) |
| ---------- | -------- | ---------- |
|            | Протокол | Тоуві      |

| Айброкс-Парк, Глазго Глядачів: 50 000 |

### Матч-перегравання
| 11 березня 1893 15:00 (CET) |

| Квінз Парк | 2:1      | Селтік (1)  |
| ---------- | -------- | ----------- |
| Селлар (2) | Протокол | Блессінгтон |

| Айброкс-Парк, Глазго Глядачів: 13 239 Арбітр: Гаррісон |